# Relatos del piloto Pirx y Más relatos del piloto Pirx
Relatos del piloto Pirx (Opowiésci o pilocie Pirxie 1) y Más relatos del piloto Pirx (Opowiésci o pilocie Pirxie 2) son dos tomos publicados en 1968 que cuentan las aventuras de Pirx, un personaje de Stanisław Lem.

## Argumento
Cuenta diversas historias que le suceden a Pirx desde que es un cadete hasta que se convierte en un curtido veterano.
- La prueba: durante su primer vuelo de prueba en la academia, una mosca se introduce en la nave provocando un cortocircuito que casi hace que se estrelle. Al final, el vuelo resulta ser una prueba controlada en simulador.
- La patrulla: en los últimos meses han desaparecido dos patrulleros en el espacio, y nadie sabe el motivo. Durante su turno, Pirx descubre una luz que le persigue. Esto se acaba revelando como un fallo técnico y la causa de la perdición de los anteriores pilotos.
- La Albatros: Pirx asiste a un intento de salvamento frustrado desde el puesto de mandos de un crucero de placer.
- Terminus: al aceptar un trabajo con una nave antigua, Pirx se encuentra con un robot que repite en morse los últimos momentos de una tripulación.
- Reflejo condicionado: en una base lunar con problemas de suministro, una serie de coincidencias puede provocar la muerte de sus dos ocupantes al intentar salvarse entre ellos.
- La cacería: trata sobre la búsqueda y destrucción de un robot minero enloquecido que acaba demostrando compasión por su atacante.
- El accidente: en un lejano planeta, los tres miembros de una expedición deben buscar a un robot perdido que es amante de la escalada.
- El cuento del piloto Pirx: durante un viaje, Pirx se topa con un enorme pecio extraterrestre, pero debido a múltiples contratiempos es incapaz de comunicar su descubrimiento.
- El proceso: Pirx es contratado para probar una nueva clase de androide, indistinguible de los humanos. Cada miembro de su tripulación tiene sus propósitos, y uno de ellos planea la muerte del resto, pero es vencido por la indecisión de Pirx.
- Ananke: un nuevo carguero se estrella inexplicablemente en Marte. Urge descubrir el fallo para evitarlo en otro similar que está de camino.

## Adaptaciones
- 1978: Test pilota Pirxa (El juicio del piloto Pirx): coproducción cinematográfica de Polonia y la Unión Soviética que es adaptación de la novela El proceso. Fue estrenada el 25 de mayo de 1979.[1][2]
  - Dir.: Marek Piestrak, que ya había dirigido en 1973 una versión en telefilme de La investigación.
  - Música: Eugeniusz Rudnik y Arvo Pärt.[3]